# Milieu réactionnel
Un milieu réactionnel ou milieu de réaction est le milieu dans lequel a lieu une ou plusieurs réactions chimiques. Ces réactions peuvent être par exemple des réactions organiques, des réactions de polymérisation ou des réactions enzymatiques. Le milieu réactionnel est formé d'au moins un solvant, d'au moins un réactif et éventuellement d'un catalyseur. Une modification de l'une de ces trois familles de composés peut avoir une grande conséquence sur la nature des produits de réaction.

## Exemples
Les solvants organiques sont les solvants les plus utilisés comme base pour les milieux réactionnels mais ce type de milieu présente plusieurs limitations :
- toxicité ;
- coût ;
- température de réaction basse du fait de leur température d’ébullition relativement basse ;
- diminution de la réactivité des systèmes réactionnels par effet de dilution.

Ces limitations poussent les chimistes à travailler sans solvants ou à leur substituer d'autres types de solvants comme :
- l'eau ou les solutions aqueuses d'acide ou de base ;
- les fluides supercritiques comme le dioxyde de carbone supercritique ;
- les liquides ioniques.

## Classification
Selon leur origine, les milieux réactionnels peuvent être synthétiques ou naturels.
Selon leur composition, les milieux réactionnels peuvent être organiques ou inorganiques (dioxyde de carbone, eau).
Selon leur état physique, les milieux réactionnels peuvent se présenter à la température de réaction à l'état solide, liquide ou gazeux.
Selon leur nombre de phase, les milieux réactionnels peuvent être :
- homogène : comportent une seule phase (liquide : solution, mélange de liquides miscibles ou gazeuse) ;
- hétérogène : comportent au moins deux phases : réaction en milieu dispersé : cela regroupe plusieurs procédés dans lesquels le milieu réactionnel est compartimenté. Les principaux procédés sont l'émulsion et la suspension, qui peuvent être directes ou inverses, macro ou micro.

## Choix
Le choix d'un milieu réactionnel peut être, entre autres, basée sur :
- le coût ;
- la toxicité ;
- les interactions solvant – réactifs : polarité et proticité, par exemple :
  - les solvants protiques polaires favorisent les mécanismes SN1 par rapport au SN2 ;
  - les solvants aprotiques polaires favorisent les mécanismes SN2 par rapport au SN1 et favorisent la substitution par rapport à l’élimination ;
- les températures de stabilité chimique, d’ébullition ;
- la facilité de l'élimination du solvant après synthèse : un point d’ébullition faible permet une élimination facile du solvant ;
- la viscosité ;
- le pH.

## Milieu réactionnel solide
- Les avantages :
  - économique ;
  - purification facile (pas de solvant à extraire après la synthèse) ;
  - un taux de conversion élevé grâce à la concentration élevée des réactifs ;
  - respect de l’environnement (absence du solvant).
- Les limites :
  - les réactifs doivent être rigoureusement mélangés pour donner un milieu homogène ;
  - la viscosité est élevée ;
  - ne convient pas aux réactions chimiques assistées par solvant.
- Exemple :

La condensation de Knoevenagel de cétones avec du malononitrile en proportion de 1 pour 1 en présence d’acétate d'ammonium, réaction ayant lieu sous micro-onde.